# Arial Unicode MS
Em tipografia digital, Arial Unicode MS é uma família de tipos de letra digitais, baseada na Arial, mas com maior número de grafemas. Inclui 51.180 grafemas cobrindo um número vasto das linguagens suportadas e descritas no Unicode versão 2.1. Foi concebida pela Agfa Monotype a pedido da Microsoft. Esteve dísponível para download gratuito, mas actualmente só é distribuída com o Microsoft Office, ou através de lojas on-line.
Existem outras fontes com suporte ao Unicode, das quais se destacam: Cyberbit, Code2000, Doulos SIL, Lucida Sans Unicode, e Free software Unicode fonts.